# Поэтому мы танцуем
«Поэтому мы танцуем» (фр. Alors on danse) — французская романтическая кинокомедия 2021 года, снятая Мишель Ларок. Фильм представляет собой ремейк британского фильма «Познакомься с новыми обстоятельствами», вышедшего четырьмя годами ранее. Главные роли исполнили сама Ларок, Изабель Нанти, Тьерри Лермитт и Патрик Тимси.

## Синопсис
Твёрдо решив взять свою жизнь в свои руки после того, как узнала о неверности своего мужа, Сандра переезжает к своей сестре Дэни. Полные противоположности друг с другом, они неожиданно находят общее — любовь к танцам. С танцорами Люсьеном и Роберто, друзьями её сестры, Сандра наконец обретает свободу и зажигает искру, которой не хватало в жизни.

## В ролях
- Мишель Ларок — Сандра
- Изабель Нанти — Дэни
- Тьерри Лермитт — Люсьен
- Патрик Тимси[фр.] — Роберто
- Жанна Балибар — Алин
- Антуан Дюлери[фр.] — Поль
- Армель[фр.] — Джульетта
- Элиссон Паради — Софи
- Лоран Шпильфогель[фр.] — Пьер
- Софиан Шалал — Риад
- Флоренс Мюллер[фр.] — Розенн
- Жан-Юг Англад — мэр
- Виржиния Андерсон — промоутер
- Ники Марбо[фр.] — полицейский

## Релиз
Фильм впервые был представлен на Международном фестивале франкоязычных фильмов в Намюре 16 октября 2021 года. Затем фильм был показан на фестивале комедийных фильмов в Альпе-Д’Юэзе 19 января и на Неделе французских комедий в Израиле 24 января 2022 года. В широкий прокат во Франции фильм вышел 16 марта 2022 года, в канадском Квебеке — 20 мая.
В день премьеры во Франции фильм собрал у экранов 21 997 человек, что позволило ему занять третье место среди всех фильмов. За первую неделю фильм собрал 832 682 долларов и смог занять восьмое место в рейтинге.

## Отзывы критиков
Фильм получил в основном отрицательные отзывы. На сайте-агрегаторе AlloCiné фильм имеет рейтинг только 1,8 из 5.